# Fiona Shackleton

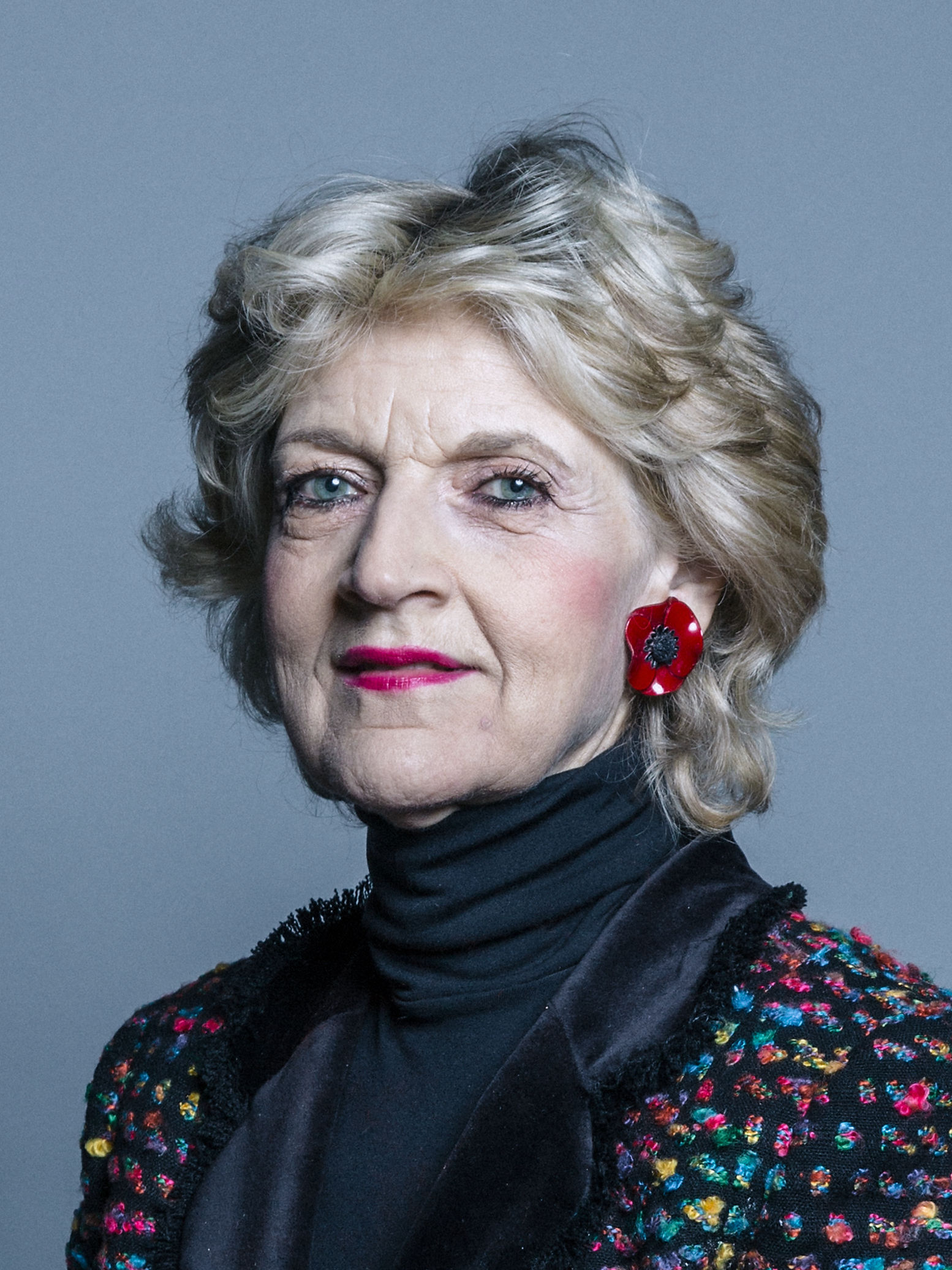
Fiona Shackleton, Baroness Shackleton of Belgravia, 2018

Fiona Shackleton, Baroness Shackleton of Belgravia, LVO (* 26. Mai 1956 in London) ist eine britische Rechtsanwältin (in Großbritannien auch Solicitor genannt), welche berühmt dafür ist, Prominente (unter anderem Paul McCartney), Madonna oder Mitglieder der britischen Königsfamilie zu vertreten.

## Biographie
Shackleton ist die Tochter von Jonathan Charkham (Geschäftsmann und Sheriff of London) und Moira Elizabeth Frances Salmon (Tochter von Barnett Alfred und Molly Salmon). Die Salmon Familie war Miteigentümer von J. Lyons & Co., welches in den 1930er Jahren der größte britische Nahrungsmittelhersteller war. Sie ist die Cousine der Kochbuchautorin Nigella Lawson und entfernt mit dem Umweltaktivisten George Monbiot verwandt.
Shackleton besuchte die Benendon School in Kent. Sie wollte eigentlich Ärztin werden, wurde jedoch entmutigt, weil sie sich selbst als nicht klug genug hielt, um solch einer verantwortungsvollen Tätigkeit nachzugehen. Shackleton besuchte die University of Exeter, wo sie Jura studierte. Da sie nur ein durchschnittliches Examen machte, besuchte sie zunächst Kurse an der berühmten Kochschule Cordon bleu und arbeitete im Catering, bevor sie die Ausbildung zum Solicitor aufnahm.

## Karriere als Anwältin
Nachdem Shackleton ihr Studium abgeschlossen hatte, wurde sie Anwältin bei der Anwaltskanzlei Farrer and Co, welche unter anderem die königliche Familie vertrat.
Ihr erster großer Fall war der von Prince Andrew und Sarah Ferguson. Aufgrund ihres Erfolges in diesem Fall wurde sie an Charles, Prince of Wales weiterempfohlen, worauf sie den Scheidungsprozess von Charles und Diana Spencer übernahm. Dabei war sie auch sehr erfolgreich und verhandelte, dass Princess Diana ihren königlichen Titel abgeben musste und Prince Charles nur 22 Millionen Euro Abfindung leisten musste.
Nach der Affäre um Paul Burrell soll Shackletons Ruf am Hof gelitten haben.
Außerdem vertrat sie Paul McCartney im Scheidungsprozess mit Heather Mills, in welchem sie auch einen Erfolg zugunsten McCartneys erreichte.
Sie vertrat Madonna im Scheidungsprozess mit Guy Ritchie.
Sie ist zudem immer noch Anwältin der beiden Prinzen Harry und William.

## Life Peeress
Am 21. Dezember 2010 wurde sie mit dem Titel Baroness Shackleton of Belgravia, of Belgravia in the City of Westminster, zur als Life Peeress erhoben und hat seither den damit verbundenen Sitz im House of Lords auf Seiten der Conservative Party inne. 

## Privatleben
Fiona ist mit Ian Shackleton, einem Finanzberater, verheiratet, welcher von Sir Ernest Shackleton abstammt.
Shackleton lebt zusammen mit ihrem Mann und ihren beiden Töchtern in Belgravia, welches als einer der teuersten Immobilienstandorte der Welt gilt.